# Волтер Липман
Валтер Липман (енгл. Walter Lippmann; Њујорк, 23. септембар 1889 — Њујорк, 14. децембар 1974) био је амерички писац, репортер и политички коментатор познат по томе што је међу првима представио концепт Хладног рата, увео појам стереотип у модерном психолошком значењу и критиковао медије и демократију у његовој колумни у новинама и неколико књига, нарочито у књизи Јавно мњење из 1922. године. Липман је такође био значајан аутор Савета за иностране односе, док није имао аферу са супругом Хамилтона Фиша Армстронга, што је довело до свађе између двојице мушкараца. Липман је такође играо значајну улогу у истражном одбору Вудроа Вилсона након Првог светског рата, као директор истраживања . Његови ставови у вези са улогом новинарства у демократији супротстављени су историјским записима Џона Дјуија у ономе што је ретроспективно названо дебатом Липман-Дјуи. Липман је освојио две Пулицерове награде, једна за његову синдикалну новинску колумну „Данас и сутра” и једна за његов интервју Никите Хрушчова из 1961. године.
Такође је био хваљен са титулама које су варирале од „најутицајнијег” новинара  20. века, до „оца савременог новинарства”.
Мајкл Шудсон пише да је Џејмс В. Кери сматрао књигу Јавно Мњење, Валтера Липмана, „оснивачком књигом модерног новинарства”, као и „оснивачком књигом америчких медијских студија”.

## Младост
Валтер Липман је рођен у Њујорку 1889. године оцу Џејкобу и мајци Дејзи Баум Липман; његова немачко-јеврејска породица из средње класе је у Европу одлазила годишње на празнике.
Са 17 година, након дипломирања из Њујоршке Двајт школе, ушао је на Харвард универзитет где је студирао под Џорџом Сантајаном, Вилијамом Џејмсом и Грејам Валасом, концентришући се на филозофију и језике (говорио је немачки и француски), а диплому је добио након три године, дипломирајући као члан друштва Пхи Бета Капаsociety. .
У једном периоду,, заједно са Синклер Луисом, Липман је постао члан Њујоршке Социјалистичке партије . Године 1911, Липпманн је служио као секретар Џорџу Р. Луну, првом социјалистичком градоначелнику Шенектадија, у Њујорку, током Луновог првог мандата. Липман је поднео оставку након четири месеца, сматрајући Лунове програме вредним сами за себе, али неадекватним као социјализам.

## Каријера
Липман је био новинар, медијски критичар и аматерски филозоф који је покушао да помири тензије између слободе и демократије у сложеном и модерном свету, као што је то у његовој књизи из 1920. године „Слобода и Вести” . Године 1913, Липман, Херберт Кроли и Валтер Вејл су постали оснивачки уредници магазина Нова република.
Током рата, Липман је био постављен за капетана у војсци 28. јуна 1918. и додељен је обавештајном делу штаба АЕФ-а у Француској. Био је упућен особљу Едварда Хауса у октобру и придружио се америчкој комисији за преговоре о миру у децембру. Вратио се у САД у фебруару 1919. након чега је одмах отпуштен из војске.
Кроз његову везу са Хаусом, постао је саветник Вилсона и помогао у изради говора Вилсонових четрнаест тачака. Оштро је критиковао Џорџа Крила, кога је председник поставио на челу ратних пропагандних напора у Одбору за информисање јавности. Иако је био спреман да ограничи своје либералне нагоне због рата рекавши да „нема уверења у слободу говора”, он је упозорио Вилсона да цензура „никада не треба да буде поверена некоме ко није сам толерантан, нити онима који нису упознати са дугим записом лудости који је историја супресије”.
Липман је проучавао извештавање новина и видео многе нетачности и друге проблеме. Он и Чарлс Мерц, у студији из 1920. године под називом Тест о вестима, изјавили су да је покривање бољшевичке револуције од Стране Њујорк Тајмса пристрасно и нетачно. Поред његове колумне за новине „Данас и сутра”, написао је неколико књига. Липман је био први који је употребио иѕраз „Хладни рат” у свакодневном језику, у својој истоименој књизи из 1947. године.
Липман је први идентификовао тенденцију новинара да генерализују о другим људима на основу фиксних идеја. Он је тврдио да су људи, укључујући и новинаре, више способни да верују „сликама у глави” него да дођу до пресуде употребом критичког размишљања. Људска бића кондензују идеје у симболе, пише он, а новинарство, сила која брзо постаје масовни медиј, је неефикасан начин едукације јавности. Чак и да су новинари боље обавештавали јавност о битним питањима, Липман је веровао да „маса читатељске јавности није заинтересована за учење и асимиловање резултата тачне истраге”. Грађани су, како је писао, превише осврнути на себе да брину о јавној политици, осим што се тиче притиска на локална питања.

## Каснији живот
Након смене министра трговине (и бившег потпредседника Сједињених Држава) Хенрија А. Валаса у септембру 1946. године, Липман је постао водећи јавни заступник потребе за поштовањем совјетске сфере утицаја у Европи, за разлику од стратегије задржавања коју је у то време заговарао Џорџ Ф. Кенан.
Липман је био неформални саветник неколико председника. Председник Линдон Џонсон је 14. септембра 1964. године доделио Липману Председничку медаљу слободе. Касније је имао прилично познати сукоб са Џонсоном због његовог вођења Вијетнамског рата који је Липман веома критиковао.
Освојио је специјалну Пулицерову награду за новинарство 1958. године, као национално синдикални колумнист, наводећи „мудрост, перцепцију и висок осећај одговорности с којима је много година коментарисао о државним и међународним питањима”. Четири године касније освојио је годишњу Пулицерову награду за међународно извештавање наводећи његов интервју са совјетским премијером Хрушчовим из 1961. године, као „илустрацију дугог и значајног доприноса америчком новинарству од стране Липмана.”
Липман се повукао из своје синдикалне колумне 1967. године.
Липман је преминуо у Њујорку због срчаног застоја 1974. године.
Одана му је почаст од стране Поштанске службе Сједињених Држава са 6 ¢ поштанском марком серије Велики Американци.
Споменут је у монологу пре него што је Фил Окс снимио „Маринци су слетели на обале Санто Доминга” на албуму из 1966. године Фил Окс у концерту.

## Новинарство
Иако је сам био новинар, Липман није претпоставио да су вести и истина синоними. За Липмана, „функција вести је да сигнализира догађај, функција истине је да осветли сакривене чињенице, да их постави у међусобну везу и да направе слику о стварности по којој људи могу деловати”. Новинарска верзија истине је субјективна и ограничена на то како конструишу своју стварност. Вести су, дакле, „непотпуно забележене” и превише крхке како би носиле оптужбу „органа директне демократије”.
Липману, демократски идеали су се погоршали: бирачи су углавном били незнани за питања и политику и нису имали надлежности да учествују у јавном животу и мало се бринули за учешће у политичком процесу. У Јавном мњењу (1922), Липман је приметио да савремене реалности угрожавају стабилност коју је влада постигла током патронске ере 19. века. Написао је да „владајућа класа” мора устати да се суочи са новим изазовима.
Основни проблем демократије, написао је, била је тачност вести и заштита извора. Он је тврдио да су искривљене информације биле урођене људском уму. Људи се одлучују пре него што дефинишу чињенице, док би идеал био да сакупљају и анализирају чињенице пре него што донесу закључке. Прво гледајући, тврди он, могуће је санирати загађене информације. Липман тврди да нас је тумачење као стереотипи (реч коју је сковао у том специфичном значењу) подвргнуло делимичним истинама. Липман је назвао појам јавног надлежног за усмеравање јавних послова „лажним идеалом”. Упоредио је политичко знање просечног човека са човеком који иде у позориште који је ушао у представу усред трећег дела и отишао пре затварања завесе.

## Масовна култура
Липман је био рани и утицајни коментатор о масовној култури, познат не по критиковању или одбацивању масовне културе у потпуности, већ дискутовању о томе како би са њом могла радити владина лиценцирана „пропагандна машина” како би одржала демократију. У својој првој књизи о овој теми, Јавно мњење (1922), Липман је рекао да је масовни мушкарац функционисао као „збуњено стадо”, који мора бити управљан „специјализованом класом чији интереси превазилазе локалитет”. Елитна класа интелектуалаца и стручњака требало је да буде механизам знања како би се заобишао примарни недостатак демократије, немогућ идеал „свемогућег грађанина”. Тај став је био у складу са савременим капитализмом, који је ојачан већом потрошњом.
Касније, у Фантомској јавности (1925), Липман је схватио да је класа експерата у већини аспеката аутсајдер за било који посебан проблем, а тиме и није способна за делотворну акцију. Филозоф Џон Дјуи (1859—1952) се сложио са тврдњама Липмана да савремени свет постаје сувише комплексан како би сваки грађанин схватио све његове аспекте, али Дјуи, за разлику од Липмана, верује да би јавност (састав многих „јавности” у друштву) могла да формира „Велику Заједницу” која би могла да се образује о питањима, да дође до пресуда и решења друштвених проблема.
Године 1943. Џорџ Селдес је описао Липмана као једног од два најутицајнија колумниста у Сједињеним Државама.
Од 1930-их до 1950-их, Липман је постао још скептичнији у погледу „водеће класе”. У Јавној Филозофији (1955), за коју му је требало скоро двадесет година да је заврши, представио је софистициран аргумент да интелектуалне елите подривају оквире демократије. Књига је веома лоша примљена у либералним круговима.

## Наслеђе

### Алмонд-Липманов консензус
Сличности између ставова Липмана и Габриела Алмонда произвеле су оно што је постало познато као консензус Алмонд-Липман, који се заснива на три претпоставке:
1. Јавно мњење је нестабилно, померајући се неочекивано у односу на најновија дешавања. Масовна убеђења почетком 20. века била су „превише пацифистичка у миру и сувише ратоборна у рату, превише неутрална или удовољавачка у преговорима или сувише непопустљива”[27]
2. Јавно мњење је неусклађено, без организоване или конзистентне структуре до те мере да би ставови грађана САД најбоље могли бити описани као „не-ставови”[28]
3. Јавно мњење је ирелевантно за процес креирања политике. Политички лидери игноришу јавно мњење јер већина Американаца не може ни „разумети нити утицати на догађаје на којима заснивају свој живот и срећу”[29][30]

### Либерална / неолиберална расправа
Састанак либералних интелектуалаца који су углавном из Француске и Немачке који је организован у августу 1938. године у Паризу од стране француског филозофа Лоиса Ружијера ради расправљања о идејама које је Липман изнео у свом раду Добро друштво (1937), добио је име Волтер Липман. Овај састанак се често назива прекурсором првог састанка Монт Пелеринског друштва, који је сазвао Фридрих фон Хајек, 1947. године. На оба састанка дискусије су се усредсредиле на то како треба изгледати нови либерализам или неолиберализам.

## Новинарство
Кућа Волтер Липман на Харвард Универзитету, у којој је смештена Ниман фондација за новинарство, такође је названа по њему. Ноам Чомски и Едвард С. Херман користили су једну од Липманових фраза, "Производња сагласности", за наслов књиге, Производити сагласност , која садржи одељке који критикују Липманове ставове о медијима.

### Примарни извори
- Lippmann, Walter (1985). Public philosopher: selected letters of Walter Lippmann. ISBN 978-0-89919-260-4.. online free
- Rossiter, Clinton, and James Lare, ур. (1963). The Essential Lippmann: A Political Philosophy for Liberal Democracy.